# De bestemming (single)
De bestemming is een single van Marco Borsato uit 1998, afkomstig van het gelijknamige album. Het nummer, dat ongeveer een jaar na Borsato's vorige single uitkwam, werd Alarmschijf. De Bestemming stond 12 weken in de Nederlandse Top 40, waarvan drie weken op nummer 1. Na van de nummer 1-positie te zijn gestoten, raakte de plaat erg snel uit de Top 40.
Het nummer, dat over de zin van het bestaan gaat, bestaat uit drie gedeeltes. Het eerste gedeelte, dat circa 2 minuten duurt, is in de vorm van een langzame ballad. Hierop volgt een uptempo middenstuk dat anderhalve minuut duurt. De laatste minuut is weer rustig en vergelijkbaar met het eerste gedeelte.
De videoclip bij het nummer werd in IJsland opgenomen, o.a. bij de Skógafoss-waterval en het zwarte strand bij Vík í Mýrdal. Vlak na aankomst op het vliegveld bleken de koffers met kleding te zijn verdwenen. Vervolgens werd er besloten nieuwe kleding te kopen. Borsato heeft hierdoor gedurende de gehele videoclip steeds dezelfde trui aan.

## Hitnoteringen

### Nederlandse Top 40
| Hitnotering: 11-07-1998 t/m 26-09-1998 | Hitnotering: 11-07-1998 t/m 26-09-1998 | Hitnotering: 11-07-1998 t/m 26-09-1998 | Hitnotering: 11-07-1998 t/m 26-09-1998 | Hitnotering: 11-07-1998 t/m 26-09-1998 | Hitnotering: 11-07-1998 t/m 26-09-1998 | Hitnotering: 11-07-1998 t/m 26-09-1998 | Hitnotering: 11-07-1998 t/m 26-09-1998 | Hitnotering: 11-07-1998 t/m 26-09-1998 | Hitnotering: 11-07-1998 t/m 26-09-1998 | Hitnotering: 11-07-1998 t/m 26-09-1998 | Hitnotering: 11-07-1998 t/m 26-09-1998 | Hitnotering: 11-07-1998 t/m 26-09-1998 | Hitnotering: 11-07-1998 t/m 26-09-1998 |
| Week:                                  | 1                                      | 2                                      | 3                                      | 4                                      | 5                                      | 6                                      | 7                                      | 8                                      | 9                                      | 10                                     | 11                                     | 12                                     |                                        |
| -------------------------------------- | -------------------------------------- | -------------------------------------- | -------------------------------------- | -------------------------------------- | -------------------------------------- | -------------------------------------- | -------------------------------------- | -------------------------------------- | -------------------------------------- | -------------------------------------- | -------------------------------------- | -------------------------------------- | -------------------------------------- |
| Positie:                               | 3                                      | 3                                      | 3                                      | 1                                      | 1                                      | 1                                      | 2                                      | 3                                      | 8                                      | 16                                     | 22                                     | 37                                     | uit                                    |

### NederlandseSingle Top 100
| Hitnotering: 04-07-1998 t/m 07-11-1998 | Hitnotering: 04-07-1998 t/m 07-11-1998 | Hitnotering: 04-07-1998 t/m 07-11-1998 | Hitnotering: 04-07-1998 t/m 07-11-1998 | Hitnotering: 04-07-1998 t/m 07-11-1998 | Hitnotering: 04-07-1998 t/m 07-11-1998 | Hitnotering: 04-07-1998 t/m 07-11-1998 | Hitnotering: 04-07-1998 t/m 07-11-1998 | Hitnotering: 04-07-1998 t/m 07-11-1998 | Hitnotering: 04-07-1998 t/m 07-11-1998 | Hitnotering: 04-07-1998 t/m 07-11-1998 | Hitnotering: 04-07-1998 t/m 07-11-1998 | Hitnotering: 04-07-1998 t/m 07-11-1998 | Hitnotering: 04-07-1998 t/m 07-11-1998 | Hitnotering: 04-07-1998 t/m 07-11-1998 | Hitnotering: 04-07-1998 t/m 07-11-1998 | Hitnotering: 04-07-1998 t/m 07-11-1998 | Hitnotering: 04-07-1998 t/m 07-11-1998 | Hitnotering: 04-07-1998 t/m 07-11-1998 | Hitnotering: 04-07-1998 t/m 07-11-1998 | Hitnotering: 04-07-1998 t/m 07-11-1998 |
| Week:                                  | 1                                      | 2                                      | 3                                      | 4                                      | 5                                      | 6                                      | 7                                      | 8                                      | 9                                      | 10                                     | 11                                     | 12                                     | 13                                     | 14                                     | 15                                     | 16                                     | 17                                     | 18                                     | 19                                     |                                        |
| -------------------------------------- | -------------------------------------- | -------------------------------------- | -------------------------------------- | -------------------------------------- | -------------------------------------- | -------------------------------------- | -------------------------------------- | -------------------------------------- | -------------------------------------- | -------------------------------------- | -------------------------------------- | -------------------------------------- | -------------------------------------- | -------------------------------------- | -------------------------------------- | -------------------------------------- | -------------------------------------- | -------------------------------------- | -------------------------------------- | -------------------------------------- |
| Positie:                               | 6                                      | 4                                      | 3                                      | 1                                      | 1                                      | 1                                      | 1                                      | 2                                      | 3                                      | 6                                      | 12                                     | 22                                     | 32                                     | 46                                     | 47                                     | 47                                     | 56                                     | 67                                     | 81                                     | uit                                    |

### VlaamseUltratop 50
| Hitnotering: 25-07-1998 t/m 21-11-1998 | Hitnotering: 25-07-1998 t/m 21-11-1998 | Hitnotering: 25-07-1998 t/m 21-11-1998 | Hitnotering: 25-07-1998 t/m 21-11-1998 | Hitnotering: 25-07-1998 t/m 21-11-1998 | Hitnotering: 25-07-1998 t/m 21-11-1998 | Hitnotering: 25-07-1998 t/m 21-11-1998 | Hitnotering: 25-07-1998 t/m 21-11-1998 | Hitnotering: 25-07-1998 t/m 21-11-1998 | Hitnotering: 25-07-1998 t/m 21-11-1998 | Hitnotering: 25-07-1998 t/m 21-11-1998 | Hitnotering: 25-07-1998 t/m 21-11-1998 | Hitnotering: 25-07-1998 t/m 21-11-1998 | Hitnotering: 25-07-1998 t/m 21-11-1998 | Hitnotering: 25-07-1998 t/m 21-11-1998 | Hitnotering: 25-07-1998 t/m 21-11-1998 | Hitnotering: 25-07-1998 t/m 21-11-1998 | Hitnotering: 25-07-1998 t/m 21-11-1998 | Hitnotering: 25-07-1998 t/m 21-11-1998 | Hitnotering: 25-07-1998 t/m 21-11-1998 |
| Week:                                  | 1                                      | 2                                      | 3                                      | 4                                      | 5                                      | 6                                      | 7                                      | 8                                      | 9                                      | 10                                     | 11                                     | 12                                     | 13                                     | 14                                     | 15                                     | 16                                     | 17                                     | 18                                     |                                        |
| -------------------------------------- | -------------------------------------- | -------------------------------------- | -------------------------------------- | -------------------------------------- | -------------------------------------- | -------------------------------------- | -------------------------------------- | -------------------------------------- | -------------------------------------- | -------------------------------------- | -------------------------------------- | -------------------------------------- | -------------------------------------- | -------------------------------------- | -------------------------------------- | -------------------------------------- | -------------------------------------- | -------------------------------------- | -------------------------------------- |
| Positie:                               | 50                                     | 43                                     | 33                                     | 26                                     | 23                                     | 23                                     | 23                                     | 15                                     | 12                                     | 12                                     | 16                                     | 15                                     | 20                                     | 30                                     | 29                                     | 35                                     | 45                                     | 45                                     | uit                                    |

### VlaamseRadio 2 Top 30
| Hitnotering: 15-08-1998 t/m 31-10-1998 | Hitnotering: 15-08-1998 t/m 31-10-1998 | Hitnotering: 15-08-1998 t/m 31-10-1998 | Hitnotering: 15-08-1998 t/m 31-10-1998 | Hitnotering: 15-08-1998 t/m 31-10-1998 | Hitnotering: 15-08-1998 t/m 31-10-1998 | Hitnotering: 15-08-1998 t/m 31-10-1998 | Hitnotering: 15-08-1998 t/m 31-10-1998 | Hitnotering: 15-08-1998 t/m 31-10-1998 | Hitnotering: 15-08-1998 t/m 31-10-1998 | Hitnotering: 15-08-1998 t/m 31-10-1998 | Hitnotering: 15-08-1998 t/m 31-10-1998 | Hitnotering: 15-08-1998 t/m 31-10-1998 | Hitnotering: 15-08-1998 t/m 31-10-1998 |
| Week:                                  | 1                                      | 2                                      | 3                                      | 4                                      | 5                                      | 6                                      | 7                                      | 8                                      | 9                                      | 10                                     | 11                                     | 12                                     |                                        |
| -------------------------------------- | -------------------------------------- | -------------------------------------- | -------------------------------------- | -------------------------------------- | -------------------------------------- | -------------------------------------- | -------------------------------------- | -------------------------------------- | -------------------------------------- | -------------------------------------- | -------------------------------------- | -------------------------------------- | -------------------------------------- |
| Positie:                               | 26                                     | 23                                     | 23                                     | 23                                     | 15                                     | 12                                     | 12                                     | 16                                     | 15                                     | 20                                     | 30                                     | 29                                     | uit                                    |

### NPO Radio 2 Top 2000
| Nummer met noteringen in de NPO Radio 2 Top 2000 | '01 | '02 | '03 | '04 | '05 | '06 | '07 | '08 | '09 | '10  | '11 | '12 | '13  | '14  | '15 | '16  | '17  | '18  | '19 | '20  | '21  | '22  | '23  | '24  |
| ------------------------------------------------ | --- | --- | --- | --- | --- | --- | --- | --- | --- | ---- | --- | --- | ---- | ---- | --- | ---- | ---- | ---- | --- | ---- | ---- | ---- | ---- | ---- |
| De bestemming                                    | 653 | 622 | 771 | 343 | 502 | 563 | 659 | 556 | 422 | 1079 | 929 | 953 | 1049 | 1083 | 958 | 1318 | 1479 | 1219 | 786 | 1284 | 1413 | 1812 | 1351 | 1202 |

1. ↑  Een vetgedrukt getal geeft de hoogste notering aan.
2. ↑  2001 was het eerste jaar met een notering voor dit nummer.

## Andere versies
- In 2005 maakte de Nederlandse diskjockey Ferry Corsten een trance-remix van het nummer dat als bonustrack diende op een gratis album ter gelegenheid van de Muziek10daagse. Voor deze remix gebruikte Corsten samples van de fluit- en strijkpartijen uit het nummer en Borsato's vocalen uit het balladgedeelte.
- In 2021 bracht Hape Kerkeling onder de titel Der Weg nach Haus een Duitstalige cover uit.[1]